# Anges Bleus de Joinville
Gli Anges Bleus de Joinville sono stati una squadra di football americano di Joinville-le-Pont, in Francia.

## Storia
La squadra è stata fondata nel 1981 a Montreuil e si è trasferita nel 1985 a Parigi e nel 1986 a Joinville-le-Pont, per confluire nel 1993 nel Team Paris con i Frelons de Paris e gli Spartacus de Paris. Ha vinto 2 volte il campionato nazionale.

## Palmarès
- 1 Casco d'Oro (primo livello) (1984, 1986)